# سي شوناغون
سي شوناغون (باليابانية: 清少納言) (966 - 1025/1017)، هي كاتبة يابانية وشاعرة وخادمة للإمبراطورة تيشي خلال فترة هييآن وكاتبة كتاب الوسادة.

## الإسم
الاسم المعطى لسي شوناغون عند ولادتها مجهول، لأن المعروف عند الأرستقراطيين في تلك الفترة أن يعطوا الخادمة لقب مأخوذ من منصبها واسم والدها أو زوجها.
سي (清)(مأخوذ من أسم عشيرة والدها كيوهارا حيث أن المقطع الأول من الأسم (清) يقرأ كيو وسي) بينما شوناغون (少納言) تقال لمن يعمل في أقل مرتبه في مجلس الدولة.
يعتقد الباحثون أن أسمها الحقيقي هو ناجيكو كيوهارا (清原 諾子).

## حياتها
لا يتعرف عن حياتها إلا ما وجد في كتابتها، هي إبنه موتوسوكي كيوهارا، عالم وشاعر معروف، عائلتها كانت من الطبقة المتوسطة.
تزوجت من نوريميتسو تاتشيبانا وعمرها 16، وانجبت طفل اسمته نوريناغا عام 993. قد تكون تطلقت منه عندما بدأت تخدم الإمبراطورة تيشي، زوجة الإمبراطور ايتشيغو. عندما إنتهت من خدمتها تزوجت «مونيو فوجيوارا» وأنجبت منه إبنه «ميوبو كوما».

## المنافسة
سي شوناقون كانت تنافس الكاتبة موراساكي شيكيبو، كاتبه قصة غينجي، التي كانت تخدم الإمبراطورة شوشي، الزوجة الثانية للإمبراطور ايتشيغو.

## كتابتها
أصبحت سي شوناغون معروفه من خلال عملها (كتاب الوسادة)، الذي كان عباره عن قوائم ونميمة وشعر، وملاحظات وشكاوى كتبتها خلال سنوات عملها كخادمة، تم نشر كتابها، ولمئات السنين كان موجود في مخطوطات مكتوبة باليد، تمت طباعت لأول مرة في القرن السابع عشر، ويوجد منه إصدارات متعددة، بعد أن تم التعديل عليه كإضافة التوضيحات وتعديل بعض الفقرات وما إلى ذلك.
عرفت شوناغون بأنها تتمتع بذاكرة ممتازة، حيث أن كتاباتها تتضمن الكثير مما حدث لها وهي خادمة، وغالبًا ما تتضمن تفاصيل دقيقة مثل ما كان يرتديه الناس، على الرغم من أنها كتبتها بعد حدوثها بسنوات. وكانت أيضاً بارعة بشكل خاص في تذكر وقراءة القصائد للمناسبات، وكان من المعروف أن هذا من المهارات الأساسيه للخادمة.
تتضمن أبواب (كتاب الوسادة) على النصائح والآراء حول المحادثات والوعظ وكتابة الرسائل، وكانت تستخدم لغة نقية ومحترمة كنوع من النصيحة حول المحادثات، وأيضاً استخدمت كلمات تظهر فيها استخدام بارع للأخذ والعطاء المرن بين للسيدات والسادة والإمبراطورات.
وكتبت بخصوص الوعظ، أن الكهنة الذين يعظون يجب أن يكونوا مدربين تدريباً جيداً في الخطاب ويملكون ذاكره قوية.
وقدمت معلومات منفصلة عن كتابة الرسائل، أعطت فيها معلومات عن أنواع الورق، وفن الخط، والهدايا المرفقة بالرسالة، قيمة الرسائل كنوع من الحب. وأعطت شوناغون اهتماما خاصا لـ «رسالة بعد الصباح»، في تلك الفترة، كان ممارسة الجنس بين الخدم غير شرعية لكنه يحدث في كثير من الأحيان، فيقوم الرجل بإرسال قصيدة على ورق جميل مع أزهار مزينه إلى الفتاة، فترد عليه بـ«رسالة بعد الصباح». تتعمق شوناغون في هذا الموضوع في قسم أسمته «أشياء تجعل المرء عصبيًا».

## سنواتها الأخيرة
لا يوجد أي معلومات عن شوناغون بعد سنة 1017، حيث أنها لم تعد تكتب الكثير بعد أن توفيت الإمبراطورة تيشي سنه 1000، فيقال أنه وفقاً للتقاليد، عاشت بقية حياتها كراهبة بوذية، ومقولات أخرى تقول أنها تزوجت من مونيو فوجيوارا وأنجبت ميوبو كوما.
ويعتقد أنها أنهت كتابها (كتاب الوسادة) بين السنتي 1001 و 1010.

## روابط خارجية
- سي شوناغون على موقع IMDb (الإنجليزية)
- سي شوناغون على موقع الموسوعة البريطانية (الإنجليزية)
- سي شوناغون على موقع ألو سيني (الفرنسية)
- سي شوناغون على موقع ديسكوغز (الإنجليزية)
- سي شوناغون على موقع قاعدة بيانات الفيلم (الإنجليزية)
- سي شوناغون على موقع كينوبويسك (الروسية)